# Statistika stavebnictví
Statistika stavebnictví sleduje stav, změny a vývoj českého stavebnictví. Zpracovává data od stavebních podniků a stavebních úřadů. Mezi nejdůležitější sledované ukazatele patří stavební produkce (v členění na pozemní a inženýrské stavitelství), stavební práce, počet vydaných stavebních povolení a jejich orientační hodnota, počet zahájených a dokončených bytů a mnoho dalších. 
- Stavební produkce

představuje stavební práce prováděné podniky s převažující stavební činností.
- Stavební práce

Stavební práce jsou definovány zejména jako práce na výstavbě, přestavbě, rozšíření, obnově, opravách a údržbě stálých i dočasných budov a staveb. Zahrnují i montážní práce stavebních konstrukcí a hodnotu zabudovaného materiálu a konstrukcí.
- Pozemní stavitelství

Jde o činnost, kdy se vytváří nové bytové a nebytové budovy a provádí změny na stávajících.
- Inženýrské stavitelství

Inženýrské stavitelství zahrnuje výstavbu a změny na dopravních stavbách, telekomunikačních, elektrických a trubních vedeních, stavbách pro průmyslové účely a ostatních inženýrských dílech.